# Razia Said
Razia Said (ur. 1 grudnia 1959 w Antalaha) – malgaska piosenkarka i działaczka środowiskowa mieszkająca w Stanach Zjednoczonych. Jej styl muzyczny łączy elementy jazzu, popu i muzyki malgaskiej. W swoich utworach porusza problemy społeczne Madagaskaru.

## Dyskografia
- 2005: Magical[3]
- 2011: Zebu Nation[3]
- 2014: Akory[3]
- 2018: The Road[3]